# Spirembolus vallicolens
Spirembolus vallicolens là một loài nhện trong họ Linyphiidae.
Loài này thuộc chi Spirembolus. Spirembolus vallicolens được Ralph Vary Chamberlin miêu tả năm 1920.